# 223-й зенітний ракетний полк (Україна)
223-й зенітний ракетний полк імені Українських Січових Стрільців (223 ЗРП, в/ч А2847) — формування зенітних ракетних військ у складі Повітряних Сил Збройних Сил України. Структурно належить до Повітряного командування «Захід». Завдання частини — охорона повітряного простору західних кордонів України.
Полк носить ім'я Українських Січових Стрільців — українського національного військового формування в складі австро-угорської армії, створеного під час Першої світової війни.

## Історія
В січні 1992 року особовий склад 223-ї зенітної ракетної бригади ППО (в/ч 20152) Радянської армії, яка входила до 38-ї загальновійськової армії, склав Військову присягу на вірність Українському народові.
16 березня 1998 року 223-й бригаді було присвоєно почесне найменування «Теребовлянська».
223-й зенітний ракетний полк дислокувався в м. Теребовлі Тернопільської області. У 2004 році полк був передислокований до м. Стрия Львівської області на місце розташування розформованої 25-ї зенітної ракетної бригади.
У листопаді 2018 року в Херсонській області на державному випробувальному полігоні «Ягорлик» відбулись бойові стрільби підрозділів зенітних ракетних військ Повітряних Сил та військ протиповітряної оборони Сухопутних військ Збройних Сил України. Серед зенітних ракетних дивізіонів «Бук-М1» кращими стали обидва підрозділи 223-го зенітного ракетного Теребовлянського полку. Вони отримали сертифікати на суму 150 та 90 тисяч гривень.
23 серпня 2021 року полку було присвоєно почесне найменування «імені Українських Січових Стрільців».

## Структура
Станом на 2011 рік:
- 553-й окремий зенітний ракетний дивізіон (ЗРК «Бук-М1») (в/ч А3420);
- 554-й окремий зенітний ракетний дивізіон (ЗРК «Бук-М1») (в/ч А3394);
- 556-й окремий зенітний ракетний дивізіон (ЗРК «Бук-М1») (в/ч А2060).

## Оснащення
- 9К37 Бук-М1

## Командування
- (2008—2014) полковник Сергій Бутримович
- (2014—2018) полковник Олексій Цуканов
- (з 2018) полковник Іван Величко

## Нагороди та відзнаки
Згідно Указу Президента України № 195/98 від 16 березня 1998 року 223-й зенітній ракетній бригаді 28 корпусу протиповітряної оборони було присвоєно почесне найменування «Теребовлянська».
Згідно Указу Президента України № 416/2021 від 23 серпня 2021 року, з метою відновлення історичних традицій національного війська щодо назв військових частин, зважаючи на зразкове виконання покладених завдань, високі показники в бойовій підготовці, з нагоди 30-ї річниці незалежності України, полку присвоєно почесне найменування «імені Українських Січових Стрільців».
15 червня 2022 року полк відзначений Почесною відзнакою «За мужність та відвагу».

## Традиції
23 квітня 2022 року Головнокомандувачем Збройних Сил України був затверджений новий нарукавний знак полку.

## Втрати
- 10 жовтня 2018 — Магас Роман Володимирович, солдат, с. Гранітне.
- 15 серпня 2024 — Яцишин Дмитро Орестович, старший солдат, 1990 р.н., с. Гірське, Стрийського району. Був бойовим медиком зенітної ракетної батареї. Загинув внаслідок ракетного удару поблизу міста Суми[7][8].